# Giovanni Federico II di Sassonia
Giovanni Federico II di Sassonia (Torgau, 8 gennaio 1529 – Steyr, 19 maggio 1595) fu Duca di Sassonia e, brevemente, Elettore di Sassonia (1554-1556).
Era il maggiore dei figli dell'elettore Giovanni Federico I di Sassonia e di Sibilla di Jülich-Kleve-Berg.

## Biografia

### Regno ed ambizioni militari
Dopo la battaglia di Mühlberg (24 aprile 1547) e la cattura di suo padre, Giovanni Federico ed il fratello Giovanni Guglielmo succedettero al genitore come reggenti delle terre che la loro famiglia ancora deteneva. Dopo la morte del padre (1554), i fratelli si divisero le terre, ma anche così Giovanni Federico II rimase l'esclusivo reggente dei possedimenti di famiglia, tanto che, nonostante avesse ricevuto Eisenach e Coburgo in base agli accordi di suddivisione, egli scelse Gotha come suo luogo di residenza mentre esercitava le funzioni di capo della famiglia.
Le aspirazioni politiche di Giovanni Federico erano comunque ancora dirette alla restaurazione dei diritti della sua famiglia al titolo di Principe Elettore di Sassonia, così come al rientro in possesso dei territori che erano stati persi a causa dell'imprigionamento del padre. Egli riuscì a recuperare brevemente il titolo di Elettore di Sassonia nel periodo che andò dal 1554 al 1556 e contemporaneamente si guadagnò l'ira dell'imperatore Massimiliano II a causa del suo coinvolgimento in numerosi intrighi politici. Nel 1563 il suo premiato generale, Wilhelm von Grumbach, attaccò Würzburg, conquistò e saccheggiò la città ed obbligò il capitolo ed il vescovo a restituire al suo padrone le terre che gli appartenevano; di conseguenza egli venne sottoposto al bando imperiale, ma Giovanni Federico II si rifiutò di obbedire all'ordine dell'imperatore di ritirare le proprie forze. Nel frattempo Grumbach organizzò l'assassinio dell'elettore Augusto di Sassonia e, a questo fine, chiese assistenza creando una rete di alleanze all'interno della Germania, ma anche all'estero.
Nel novembre 1566 il bando imperiale che gravava su Grumbach venne esteso anche al suo mandante, Giovanni Federico II, e Augusto marciò contro Gotha: egli non incontrò alcuna resistenza da parte del popolo e, anche grazie ad un ammutinamento, conquistò la città. Grumbach venne consegnato ai suoi nemici e, dopo essere stato torturato, venne giustiziato a Gotha il 18 aprile 1567.
L'Imperatore pose dunque il reichsacht (bando imperiale) su Giovanni Federico II, l'allora elettore di Sassonia; il reichexekution, un intervento nei confronti di un singolo governante di una città stato che consisteva nell'unione con altre città stato nell'interesse dell'intero impero, venne anch'esso applicato nei suoi confronti, grazie alla collaborazione di Giovanni Guglielmo, fratello di Giovanni Federico II. Dopo la presa del suo castello di Gotha, nel 1566, Giovanni Federico II venne definitivamente sconfitto e trascorse il resto della sua vita come prigioniero imperiale; i suoi beni vennero confiscati dall'Imperatore e consegnati al fratello, che, da solo, divenne il nuovo governante dell'intero Ducato di Sassonia.

## Matrimoni e discendenza
Il 26 maggio 1555 Giovanni Federico II, a Weimar, sposò Agnese d'Assia, figlia di Filippo I d'Assia e vedova di Maurizio I di Sassonia. Sei mesi più tardi, il 4 novembre 1555, Agnese morì a causa delle complicanze legate ad un aborto spontaneo.
Sempre a Weimar, il 12 giugno 1558 Giovanni Federico si sposò in seconde nozze con Elisabetta di Wittelsbach-Simmern, figlia del futuro Federico III, elettore palatino. Essi ebbero quattro figli:
- Giovanni Federico (Weimar, 30 novembre 1559 - Weimar, 8 agosto 1560);
- Federico Enrico (Heldburg, 3 febbraio 1563 - Eisenberg, 4 agosto 1572);
- Giovanni Casimiro, duca di Sassonia-Coburgo (Gotha, 12 giugno 1564 - Coburgo, 16 luglio 1633);
- Giovanni Ernesto, duca di Sassonia-Eisenach (Gotha, 9 luglio 1566 - Eisenach, 23 ottobre 1638).

## Successione
In seguito, l'Imperatore utilizzò i due figli sopravvissuti di Giovanni Federico II per contrastare il loro zio, Giovanni Guglielmo e, nel 1527, portò a termine la Divisione di Erfurt, con la quale il Ducato di Sassonia venne diviso in tre parti. Il figlio maggiore, Giovanni Casimiro, ricevette Coburgo, mentre il più giovane, Giovanni Ernesto, ebbe Eisenach. Lo zio Giovanni Guglielmo mantenne unicamente la provincia meno estesa, Weimar, anche se aggiunse al proprio stato i distretti di Altenburg, Gotha e Meiningen. Visto che anch'essa apparteneva alle diverse dinastie ernestine, anche la Turingia venne interessata dalla suddivisione, cosicché gli interi possedimenti dei Wettin, che erano sempre stati confinanti, da quel momento non erano più uniti. Da Giovanni Guglielmo discende la Casa di Sassonia-Weimar e la prima Casa di Sassonia-Altenburg, che in seguito si scisse dalla prima.

## Ascendenza
|                                  |                      |                                   | Genitori                          |  |  | Nonni |  |  | Bisnonni            |  |  | Trisnonni               |  |
|                                  |                      |                                   |                                   |  |  |       |  |  | Ernesto di Sassonia |  |  | Federico II di Sassonia |  |
|                                  |                      |                                   |                                   |  |  |       |  |  | Ernesto di Sassonia |  |  | Federico II di Sassonia |  |
|                                  |                      | Margherita d'Austria              |                                   |  |  |       |  |  | Ernesto di Sassonia |  |  |                         |  |
| Giovanni di Sassonia             |                      |                                   |                                   |  |  |       |  |  | Ernesto di Sassonia |  |  |                         |  |
|                                  |                      | Elisabetta di Baviera             | Alberto III di Baviera            |  |  |       |  |  |                     |  |  |                         |  |
|                                  |                      | Elisabetta di Baviera             | Alberto III di Baviera            |  |  |       |  |  |                     |  |  |                         |  |
|                                  |                      | Elisabetta di Baviera             | Anna di Braunschweig-Grubenhagen  |  |  |       |  |  |                     |  |  |                         |  |
| Giovanni Federico I di Sassonia  |                      | Elisabetta di Baviera             |                                   |  |  |       |  |  |                     |  |  |                         |  |
|                                  |                      | Magnus II di Meclemburgo-Schwerin | Enrico IV di Meclemburgo-Schwerin |  |  |       |  |  |                     |  |  |                         |  |
|                                  |                      | Magnus II di Meclemburgo-Schwerin | Enrico IV di Meclemburgo-Schwerin |  |  |       |  |  |                     |  |  |                         |  |
|                                  |                      | Magnus II di Meclemburgo-Schwerin | Dorotea di Brandeburgo            |  |  |       |  |  |                     |  |  |                         |  |
| Sofia di Mecleburgo-Schwerin     |                      | Magnus II di Meclemburgo-Schwerin |                                   |  |  |       |  |  |                     |  |  |                         |  |
|                                  |                      | Sofia di Pomerania-Wolgast        | Eric II di Pomerania-Wolgast      |  |  |       |  |  |                     |  |  |                         |  |
|                                  |                      | Sofia di Pomerania-Wolgast        | Eric II di Pomerania-Wolgast      |  |  |       |  |  |                     |  |  |                         |  |
|                                  |                      | Sofia di Pomerania-Wolgast        | Sofia di Pomerania-Stolp          |  |  |       |  |  |                     |  |  |                         |  |
| Giovanni Federico II di Sassonia |                      | Sofia di Pomerania-Wolgast        |                                   |  |  |       |  |  |                     |  |  |                         |  |
|                                  | Giovanni II di Kleve | Giovanni I di Kleve               |                                   |  |  |       |  |  |                     |  |  |                         |  |
|                                  | Giovanni II di Kleve | Giovanni I di Kleve               |                                   |  |  |       |  |  |                     |  |  |                         |  |
|                                  | Giovanni II di Kleve | Elisabetta di Nevers              |                                   |  |  |       |  |  |                     |  |  |                         |  |
| Giovanni III di Kleve            | Giovanni II di Kleve |                                   |                                   |  |  |       |  |  |                     |  |  |                         |  |
|                                  |                      | Matilde d'Assia                   | Enrico III dell'Alta Assia        |  |  |       |  |  |                     |  |  |                         |  |
|                                  |                      | Matilde d'Assia                   | Enrico III dell'Alta Assia        |  |  |       |  |  |                     |  |  |                         |  |
|                                  |                      | Matilde d'Assia                   | Anna di Katzenelnbogen            |  |  |       |  |  |                     |  |  |                         |  |
| Sibilla di Jülich-Kleve-Berg     |                      | Matilde d'Assia                   |                                   |  |  |       |  |  |                     |  |  |                         |  |
|                                  |                      | Guglielmo IV di Jülich-Berg       | Gerardo VII di Jülich-Berg        |  |  |       |  |  |                     |  |  |                         |  |
|                                  |                      | Guglielmo IV di Jülich-Berg       | Gerardo VII di Jülich-Berg        |  |  |       |  |  |                     |  |  |                         |  |
|                                  |                      | Guglielmo IV di Jülich-Berg       | Sofia di Sassonia-Lauenburg       |  |  |       |  |  |                     |  |  |                         |  |
| Maria di Jülich-Berg             |                      | Guglielmo IV di Jülich-Berg       |                                   |  |  |       |  |  |                     |  |  |                         |  |
|                                  |                      | Sibilla di Hohenzollern           | Alberto III di Brandeburgo        |  |  |       |  |  |                     |  |  |                         |  |
|                                  |                      | Sibilla di Hohenzollern           | Alberto III di Brandeburgo        |  |  |       |  |  |                     |  |  |                         |  |
|                                  |                      | Sibilla di Hohenzollern           | Anna di Sassonia                  |  |  |       |  |  |                     |  |  |                         |  |
|                                  |                      | Sibilla di Hohenzollern           |                                   |  |  |       |  |  |                     |  |  |                         |  |